# هاوارد برترتون
هاوارد برترتون (انگلیسی: Howard Bretherton؛ ۱۳ فوریه ۱۸۹۰ – ۱۲ آوریل ۱۹۶۹) تدوین‌گر اهل ایالات متحده آمریکا بود.

## گزیدهٔ فیلم‌شناسی

### کارگردان فیلم
- دام (۱۹۴۶)
- هیولا و گوریل (۱۹۴۵)
- دود اسلحه (۱۹۴۵)

### تدوین‌گر
- اسمارتی (۱۹۳۴)
- بچه‌رو (۱۹۳۳)